# Kış güneşi
 (срп. Зимско сунце) турска је телевизијска серија, снимана 2016.

## Синопис
Прича почиње на прослави осмог рођендана близанаца Метеа и Ефеа. На прослави су и њихова мајка Лејла, отац Харун и његова два пословна партнера, Мазхар и Јакуп са својом женом и кћи Нисан. Јакуп једини зна за тајну аферу између Лејле и Мазхара. Док се Ефе игра жмурке у врту, види мајку како се љуби с Мазхаром. Жели да каже оцу шта је видео, али на прослави нема прилику за то.
Три пословна партнера, Харун, Јакуп и Мазхар, морају да донесу одлуку у вези с предузећем која би могла да значи велику прекретницу у њиховом пословању. Понуђен им је врло уносан посао кријумчарења оружја, али се Харун томе изричито противи. Харуна хитно зову из канцеларије и он нагло одлази не приметивши да се Ефе сакрио у ауту, не би ли рекао оцу за аферу.
Не знајући, Ефе је грешком увучен у замку за његовог оца. Атентатор Кадим, кога је унајмио Јакупов корумпирани полицијски начелник да му одрађује прљави посао, чека да наиђе Харунов ауто. Кад се напокон појави, убица га пресретне и одгура с пута. Ауто се стровали низ падину и отац погине, али Ефе испадне из аута пре него што падне у воду.
Кадим примети Ефеа и послодавац му нареди да убије и дете, али одбије и оставља Ефеову јакну као доказ да је погинуо. Кадим одводи дечака Исмаилу, алкохоличару који му дугује новац од коцкања. Обећава да ће се вратити по Ефеа, али дотад Исмаил и његова жена морају да га чувају и одгајају као свог сина. Ефе, који се ничега не сећа, након што се пробуди, кажу му да му се породица утопила у мору и да мора да остане са Исмаилом, његовом женом Фатмом и ћерком Надиде.
Ефе одраста у поштеног и пријатног човека који воли своју мајку Фатму и сестру. Његов најбољи пријатељ Бурак ради с њим на породичном рибарском броду и сваки дан се суочавају с изазовима које им доноси море како би зарадили за живот. Ефе живи скромно и, иако јако воли своју породицу, осећа да му нешто недостаје. Не може да престане да мисли о томе одакле долази и тражи ли га уопште неко…
Убрзо након несреће, његова мајка Лејла удаје се за свог љубавника Мазхара. Двадесет година касније Хармазја важи за велику и угледну компанију. За разлику од свог скромног брата Ефеа, Мете одраста у хладног, амбициозног и себичног младића. Преузима очево партнерство у предузећу и жени се Јакуповом ћерком и заједничком пријатељицом из детињства, Нисан. Немају срећан брак и он се своди на пословни договор који је под контролом осталих чланова породице. Нисан жели да има децу и даје све од себе да одржи свој брак, али није свесна да је Мете вара с њеном најбољом пријатељицом Седом.
Покушавајући да убију Кадима, непријатељи откривају да је Ефе жив. Кадим уверава Ефеа да морају да се удруже како би сазнали ко је наручио убиство његовог оца и ко их жели мртве. Кадим води Ефеа његовом брату и открива гламурозан живот близанца, потпуно друкчији од онога на који се сам навикао. Браћа се сусрећу у тоалету ресторана и договоре се да ће се наћи у старој фабрици која је некад припадала њиховој породици. Мете исприча Ефеу све о породици, њиховој мајци и како никад нису преболели његову смрт. Ефе исприча Метеу све о Кадиму и каже му да ће му помоћи у потрази за очевим убицом. Каже му да ће ускоро доћи и Ефе одлази у ауто по свој телефон. Пре него што оде, даје Метеу своју јакну да му не буде хладно.
Међутим, убица помеша Ефеа и Метеа и грешком убије Метеа. Кадим искористи Ефеову потресеност и осмишљава план. Како би осветио очеву и братову смрт, Ефе преузима Метеов идентитет јер једино тако може да открије истину о прошлости и имати будућност. Ефе покушава да изгради нови живот под братовим именом, али живот успешног пословног човека чија је жена скрхана након што је сазнала да је муж вара с најбољом пријатељицом Седом му не пада нимало лако.
Будући да је он братова чиста супротност, тешко му је што га сви криве за ствари које није урадио. Уз све то, још се заљубљује у Метеову удовицу, а Нисан постаје свесна „нове" стране свог мужа, топле и пуне љубави. Баш кад се однос међу супружницима побољшава, све се закомпликује кад Седа сазна да чека Метеово дете. Та вест баца у воду Ефеов труд да се помири с Нисан, али би побачај заувек избрисао једину живу успомену на његовог брата.
Након неког времена Ефе открива да је компанија у великим проблемима и да је умешана у илегалне радње. Неко њему близак се крије иза свега, не може да верује никоме, ни породици, ни пријатељима. Ефе је присиљен да донесе тешку одлуку која ће свима окренути живот наглавачке, чак и онима које воли највише…

## Улоге
| Глумац             | Улога                      | Епизода  |
| ------------------ | -------------------------- | -------- |
| Шукру Озјилдиз     | Ефе Демирџан Мете Демирџан | 1-18 1   |
| Асли Енвер         | Нисан Сајер                | 1-18     |
| Шенај Гурлер       | Лејла Демирџан             | 1-18     |
| Башак Парлак       | Седа Акар                  | 1-18     |
| Хакан Бојав        | Кадим Топрак               | 1-18     |
| Махир Гунширај     | Мазхар Полат               | 1-11     |
| Несрин Џавадзаде   | Ефруз Топрак               | 6-18     |
| Чагдаш Онур Озтурк | Бора Билгин                | 12-18    |
| Хакан Герчек       | Јакуп Сајер                | 1-16     |
| Берак Куш          | Сумру Сајер                | 1-14; 18 |
| Мехмет Есен        | Исмаил Караташ             | 1-18     |
| Гамзе Сунер Атај   | Фатма Караташ              | 1-18     |
| Емре Булут         | Бурак                      | 1-18     |
| Бусе Варол         | Надиде Караташ             | 1-18     |
| Окан Селви         | Решат                      | 1-7      |
| Нимет Ијигун       | Јуксел                     | 4-11     |
| Зејнеп Качар       | Фарисе                     | 2-11; 14 |
| Бурак Чимен        | Ариф                       | 2-18     |
| Мерве Хан          | Дујгу                      | 1-18     |
| Кубилај Чамлидаг   | Махмут                     | 2-18     |
| Џенгиз Ојукуџу     | Кадир                      | 1-3      |
| Догу Ајтун         | Харун (у прошлости)        | 1        |
| Еге Коџабасоглу    | Ефе (дете)                 | 1        |
| Ефе Коџабасоглу    | Мете (дете)                | 1        |